# Tatami

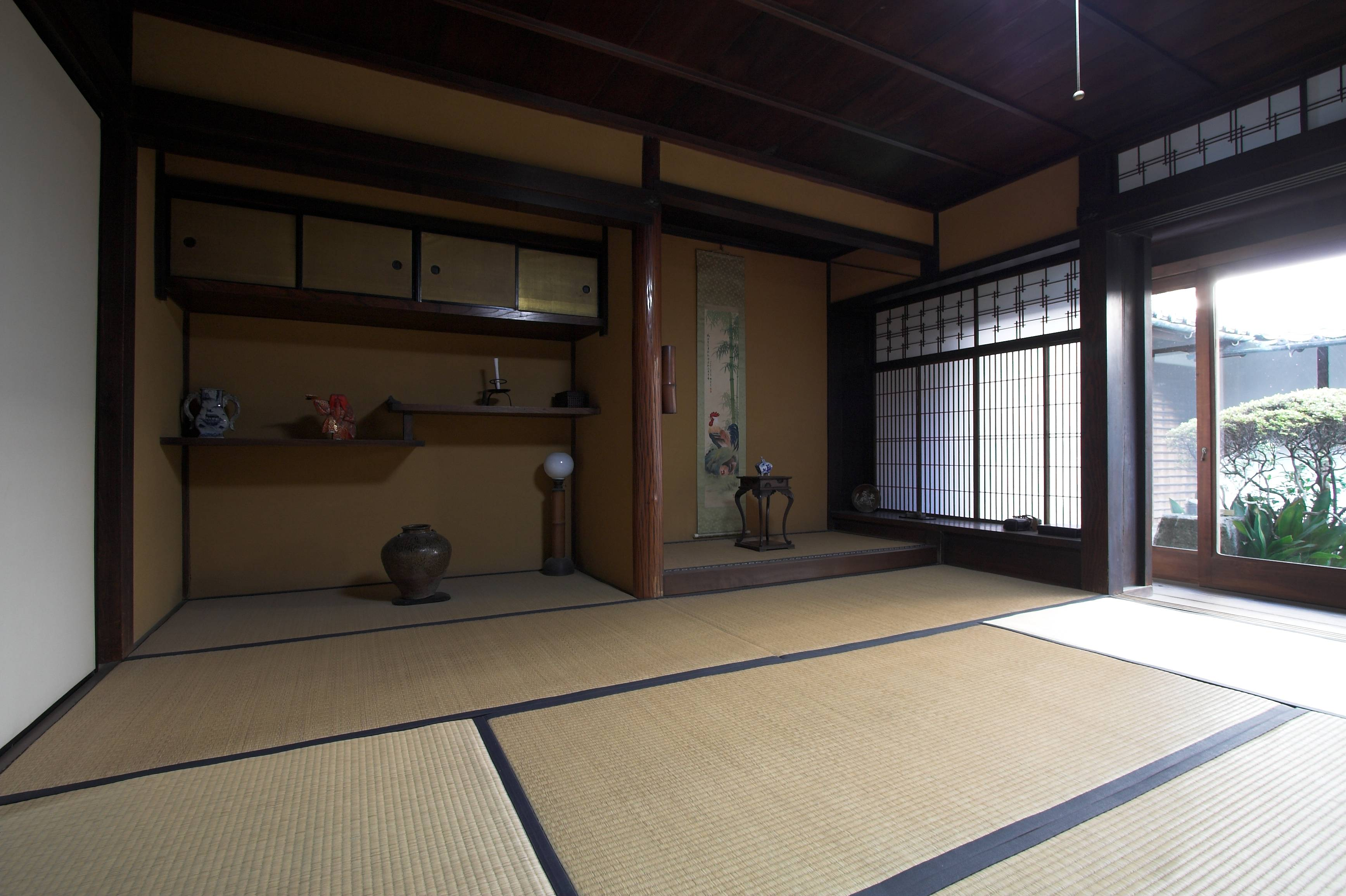
Một gian phòng kiểu truyền thống của Nhật Bản với sàn tatami

Tatami (kanji: 畳) là một loại sản phẩm (tạm gọi là tấm nệm) được dùng để lát mặt sàn nhà truyền thống của Nhật Bản. Phòng được lát sàn bằng tatami được gọi là phòng tatami. Phòng tatami có mặt sàn được tạo ra bằng cách xếp chặt các tấm nệm hình chữ nhật có kích cỡ thống nhất lại với nhau. Mỗi tấm nệm (waratoko) này thường có chiều dài bằng hai lần chiều rộng. Kích cỡ chuẩn truyền thống là 910mm×1820mm, dày 55mm.

## Chất liệu
Những tấm nệm này có phần lõi được làm từ rơm khô đan ép chặt với nhau. Ngày nay, có khi người ta dùng sợi hóa học thay cho sợi rơm để tăng độ bền và độ cách nhiệt. Lớp ngoài nệm là chiếu cói bao bọc. Viền nệm được bọc bằng vải dệt nổi vân hoặc vải trơn thường mang màu xanh lá cây. Các tấm nệm sợi ép có khả năng đàn hồi tốt, tạo cảm giác êm ái khi đi trên đó. Chúng còn có khả năng cách nhiệt tốt, thích hợp cho việc đi chân không dép, ngồi hay nằm trên đó. Tuy nhiên, chúng có nhược điểm là dễ tạo ra chỗ sinh sống cho các loài bọ, gián. Các loài bọ, gián không chỉ làm con người khó chịu mà còn làm tổn thương các chất liệu làm nệm. Ngoài ra, đi lại và các đồ rơi vãi cũng hay làm hỏng lớp chiếu cói bọc ngoài. Khi chiếu cói còn mới, tatami có màu xanh lá cây nhạt. Nhưng cùng với thời gian, màu sắc phai bạc theo. Vì vậy, thường từ 3 đến 5 năm, người ta lại thay lớp chiếu cói bên ngoài.

## Jō
Người Nhật tính diện tích mặt bằng các căn phòng truyền thống của mình (washitsu) bằng số lượng tấm nệm tatami. Có bao nhiêu tấm nệm thì gọi là bấy nhiêu jō (kanji cũng viết là 畳). Có khi người ta dùng một nửa nệm (kích thước các chiều 1:1) để bổ sung vào tatami. Các diện tích phòng ở truyền thống thì tatami có thể gồm 4 jō, 6 jō, 8 jō, 10 jō, hay 12 jō. Nếu thêm nửa nệm thì gọi là 4 jō rưỡi, 6 jō rưỡi, v.v...
Mỗi tấm nệm rơm bọc chiếu cói có kích thước cơ bản là 910mm×1820mm, dày 55mm. Tuy nhiên, tùy địa phương, tuy từng loại phòng trong nhà mà kích cỡ có thể khác to hơn hay nhỏ hơn một chút.

## Xếp tatami

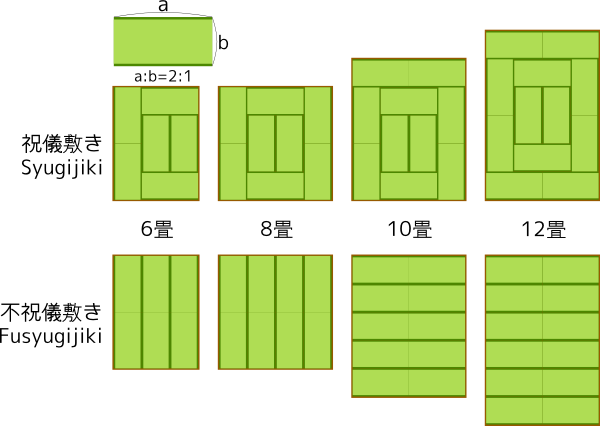
Sắp xếp để tạo nên một tatami.

Có hai cách xếp các tấm nệm rơm bọc chiếu cói thành tatami. Cách thứ nhất gọi là Syugijiki thường áp dụng cho các tatami trong phòng ở. Cách thứ hai gọi là Fusyugijiki thường thấy ở các chùa, lâu đài và những phòng có không gian lớn.